# Antonio Caballero Holguín
Antonio Caballero Holguín (Bogotà, 15 maggio 1945 – Bogotà, 10 settembre 2021) è stato uno scrittore e giornalista colombiano.

## Biografia
Antonio Caballero nacque in una famiglia benestante e aristocratica della capitale colombiana. Studiò per alcuni anni alla scuola primaria presso l'Istituto Ramiro de Maeztu di Madrid, completando la sua formazione con un'educazione familiare quando viveva a Tipacoque, a Boyacá, terra natale di suo padre. Successivamente, studiò presso il Colegio Mayor de Nuestra Señora del Rosario e in seguito al Gimnasio Moderno, entrambi a Bogotá, dove si diplomò come baccelliere accademico. Iniziò gli studi di Giurisprudenza all'Universidad del Rosario, ma, approfittando della recente nomina di suo padre come ambasciatore presso l'UNESCO, si trasferì a Parigi dove continuò i suoi studi in Scienze Politiche. 
La sua famiglia fu vittima della violenza bipartitista, poiché all'inizio degli anni '50 gruppi paramilitari conservatori perseguitarono i suoi genitori fino a quando questi decisero di trasferirsi definitivamente a Bogotá. A metà degli anni '50, in seguito alla chiusura del quotidiano El Tiempo da parte della dittatura del generale Gustavo Rojas Pinilla, quotidiano in cui lavorava suo padre, Antonio e i suoi fratelli si trasferirono in Europa, vivendo alternativamente tra la Spagna e la Colombia. 
Uno dei primi eventi che lo colpì politicamente fu la Rivoluzione Cubana del 1959, ma il suo ingresso nel giornalismo avvenne durante il suo soggiorno a Parigi, quando assistette alle proteste del maggio francese. Parigi fu il teatro di una serie di rivolte che, per la prima volta, mostrarono la capacità di organizzazione e ribellione di una generazione disillusa nei confronti dell'ordine stabilito. Tuttavia, a causa del caos scatenato dalle rivolte, la facoltà di Scienze Politiche chiuse e Caballero non poté continuare i suoi studi, costringendolo a tornare a Bogotá. 
Collaborava con El Tiempo dal 1964 come caricaturista, con la sua serie Cartones, che fu pubblicata su quel giornale fino al 1974. Poco dopo tornò in Europa e viaggiò per l'Italia, la Grecia, la Spagna e l'Inghilterra. Si stabilì a Londra, dove iniziò a lavorare come redattore per la BBC di Londra e per la rivista The Economist. Successivamente si trasferì a Roma, dove rimase per circa un anno prima di partire per la Grecia. Lì si stabilì a Cefalonia, dove sopravvisse per un anno vendendo i suoi disegni settimanalmente.
Dalla Grecia si trasferì a Madrid quando Juan Tomás de Salas fondò la rivista Cambio 16. Lì, scrisse per la rivista fino al 1975. Tornò poi in Colombia per scrivere nella rivista Alternativa, fondata nel 1974 con l'intento di mostrare le lotte popolari e dare voce all'opposizione politica e ai sindacati che all'epoca cominciavano a organizzarsi contro l'establishment, ma che venivano ignorati e visti solo come banditismo o sindacalismo sovversivo.
Rimase come caporedattore e corrispondente internazionale della rivista fino alla sua ultima pubblicazione. Pubblicò due serie di caricature, intitolate Macondo e El Señor Agente. Tuttavia, in una conversazione con Enrique Santos, confessò che scrivere per la rivista aveva represso il suo stile e tono di scrittura, poiché ogni articolo doveva essere sottoposto a un comitato di redazione per essere corretto e approvato. La sua voce finiva per unirsi alla voce univoca che riuniva le altre voci del gruppo di Alternativa.
Negli anni '80 fu editorialista per El Espectador. Nel 1996 è ritornato alla rivista Settimana. Da allora, ha sostenuto una colonna settimanale su politica e attualità e la serie di caricature Monologo. A fini di 2020 rinuncia partorisca unirsi al canale digitale «Los Danieles». Da questi spazi d'opinione caratterizzò come uno dei critici più acuti dei sucesivos governi di Colombia e dell'influsso di Stati Uniti nella politica interna colombiana.
In seguito alla cosiddetta "Guerra alla droga" e all'istituzione del Plan Colombia, Caballero denunciò per molti anni la presenza del narcotraffico nella vita sociale, militare, politica, artistica e religiosa. Nei suoi discorsi emergeva sempre l'inefficienza della lotta contro la droga, la doppia morale dei paesi consumatori rispetto ai produttori, la convenienza dei primi a mantenere una guerra contro i narcotrafficanti e quella della classe dirigente dei paesi produttori a usare questo conflitto come pretesto per mantenere le disuguaglianze.
Antonio Caballero Holguín morì all'età di 76 anni a Bogotá, venerdì 10 settembre 2021, dopo gravi problemi di salute e due arresti cardiaci.

## Opera

### Opera letteraria
Nel 1984, Caballero fece il suo ingresso nel mondo della narrativa con la pubblicazione di Sin remedio. Il romanzo racconta le avventure e disgrazie di Escobar, un poeta frustrato nella tumultuosa Bogotá degli anni '70 o, come lui stesso la definì, «un romanzo su quanto sia difficile scrivere poesia». Nonostante, il successo di critica, il romanzo rimase fuori catalogo fino a quando, nel 2004, la casa editrice Alfaguara lo ristampò. Nel 2008 fu tradotto in francese. Sin remedio è stata considerata dalla critica nazionale come una delle opere più rappresentative del genere urbano in Colombia. Il romanzo è stato persino utilizzato come base per studi dottorali negli Stati Uniti riguardanti la trasformazione urbanistica della città di Bogotá.
Nel 1989 scrisse Isabel en Invierno, un libro per bambini che illustrò lui stesso. Nel novembre del 1996 venne pubblicato nel primo numero della rivista El Malpensante un suo racconto, El padre de mis hijos, che fu parte della raccolta curata da Luz Mary Giraldo, Cuentos del Fin de Siglo, un'antologia di scrittori colombiani, edita nel 1999 da Seix Barral.

### Opera giornalistica
Diverse raccolte delle sue colonne e cronache sono state pubblicate in Colombia. La prima, edita dalla casa editrice La Hoja, si intitolava 15 años de mal agüero. Nel 1999 fu premiato dalla Editorial Planeta con il suo premio di giornalismo e la pubblicazione dell'antologia No es por aguar la fiesta.
Nel campo della critica d'arte, l'opera di Caballero è stata raccolta in Paisajes con Figuras, pubblicata nel 1997 e ristampata nel 2009.
Nel 2000, la casa editrice El Áncora pubblicò Y Occidente conquistó al mundo, una cronaca che esplora «tra il grande spavento dell'anno 1000 e il grande terrore dell'anno 2000». Le illustrazioni, in questo caso, furono curate dallo spagnolo Juan Ballesta.
Caballero era un appassionato di corride e uno dei principali cronisti e difensori della fiesta brava. In questo ambito, ha pubblicato Los Siete Pilares del Toreo (2003) e Torero en el Sillón (2010). Nel 2011 firmò un Manifesto a favore della corrida, insieme a figure come Alfredo Molano Bravo.

## Influenze letterarie
Ricardo Sánchez Ángel evidenzia che nel repertorio degli scrittori che hanno influenzato Antonio Caballero, Jean-Paul Sartre è stato uno dei principali riferimenti che gli hanno permesso di consolidare la sua scrittura, specialmente per quanto riguarda il saggio politico. Anche Henry de Montherlant è stato una delle sue influenze, trasmettendogli l'importanza di variare toni, temi e stili, con una scrittura libera e conforme al gusto dell'autore.
Le letture di Caballero, iniziate in giovane età, hanno anche contribuito alla sua formazione letteraria. Alcuni esempi includono Calderón de la Barca, Miguel de Cervantes e Giovanni della Croce, oltre a testi della picaresca spagnola (El diablo cojuelo e La Vida de Lazarillo de Tormes) e opere di Robert Musil, con cui concepì il romanzo come un genere aperto. Altri autori che hanno influenzato le sue letture includono Lev Tolstoj, Ernest Hemingway, Gustave Flaubert, Fëdor Dostoevskij, William Faulkner, Gabriel García Márquez, Julio Cortázar e Tomás Carrasquilla.
Per quanto riguarda i tratti umoristici presenti in gran parte del suo giornalismo, Sánchez menziona che essi derivano dall'influenza di Hernando Martínez Rueda, poeta la cui opera è segnata da cinismo, ferocia, improvvisazione e umorismo, elementi che hanno contribuito a condensare una buona scrittura nei suoi versi.

### La caricatura
Lo stile critico di Antonio Caballero iniziò a formarsi sotto l'impressione degli eventi del maggio 1968. Le sue prime espressioni critiche apparvero nei cartones, che all'inizio ebbero scarso successo a Bogotá, poiché mancavano di mobilità, erano piuttosto ermetici e avevano un tono metafisico. Questo ermetismo derivava dal fatto che quei cartones erano comprensibili solo per l'autore e i suoi stretti conoscenti, cioè per coloro che vivevano in città.
Con il tempo e il lavoro, lo stile immobile dei cartones venne sostituito da uno stile più agile e variegato, capace di superare la comprensione limitata dell'umorismo bogotano e di raggiungere altre regioni della Colombia. Le sue opere divennero figure che rappresentavano l'allora storia della Colombia, ma soprattutto figure di una commedia colombiana.
Si distingue tra i cartones e le caricature di Caballero attraverso l'immaginazione e la realtà. I cartones fanno parte dell'immaginazione dell'autore, mentre le caricature appartengono alla realtà politico-sociale, rappresentata con crudezza, senza elogi, e includono stereotipi popolari, che Caballero utilizzò per diffondere una comprensione efficace e generale della società.
Alcune delle figure rappresentative di entrambi i poli della società includono: borghesi, politici, militari, cardinali (propri della classe alta) e uomini e donne comuni dei quartieri popolari (rappresentanti della classe bassa). Nel prologo di uno dei suoi libri di caricature si legge:
Nel 1994 ricevette il Premio Simón Bolívar per le sue caricature politiche.

## Famiglia
Antonio Caballero Holguín apparteneva a diversi circoli aristocratici della sua città, con legami a vari membri di entrambi i partiti tradizionali, nonostante si considerasse ateo e libero pensatore.

### Ascendenza

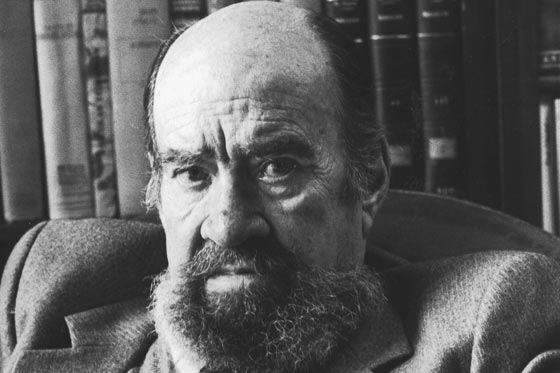
Suo padre, Eduardo Caballero.

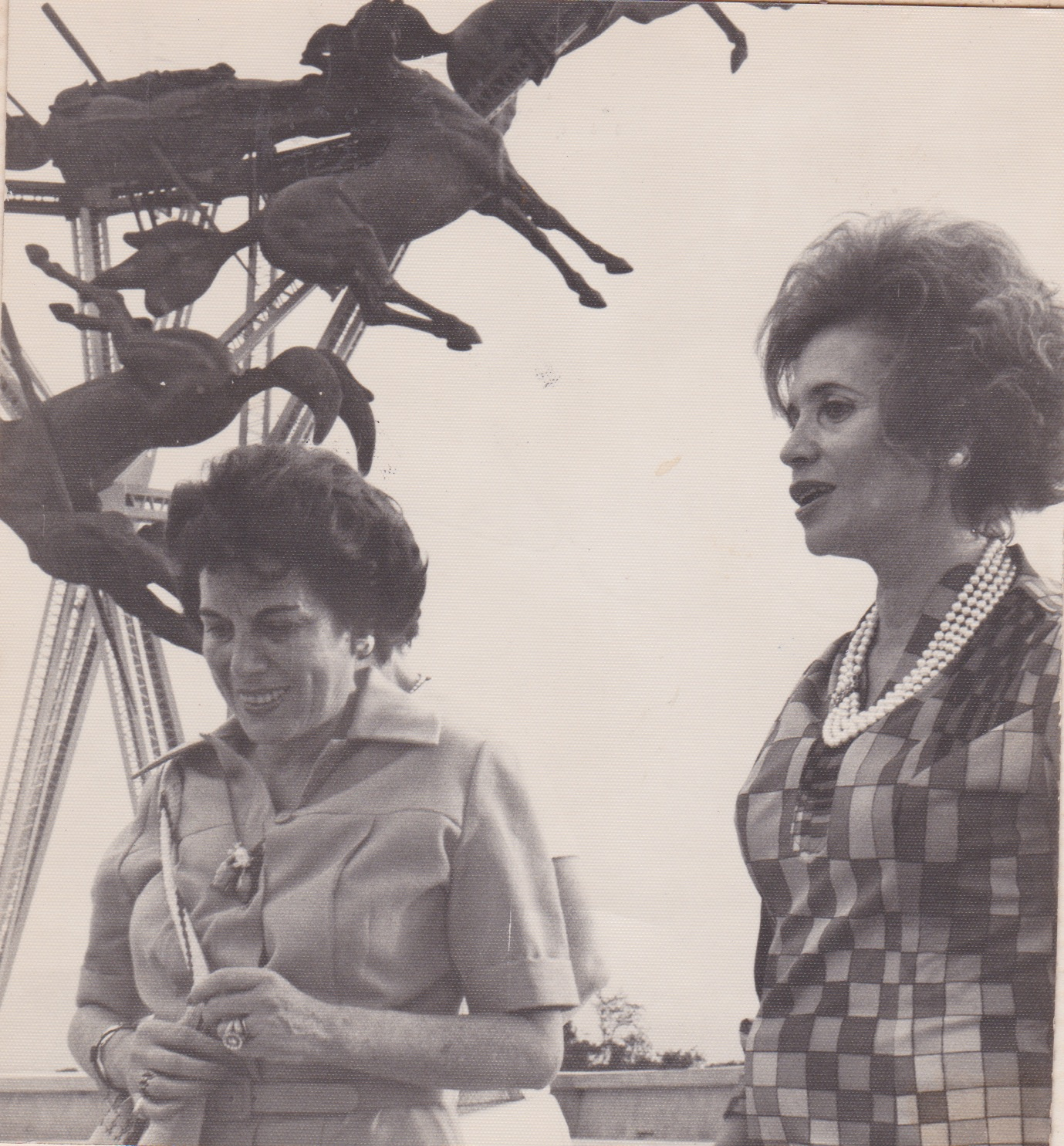
Cecilia Caballero de López (sinistra), sua cugina.

Era figlio dello scrittore e giornalista Eduardo Caballero Calderón, autore del libro El Cristo de espaldas e conosciuto come "Swann", e di sua moglie Isabel Holguín Dávila, sposati a Bogotá nel 1939. I suoi fratelli erano l'artista Luis e la scrittrice Beatriz Caballero Holguín.

#### I Caballero Barrera
Suo padre, Eduardo, era fratello del giornalista e scrittore Lucas Caballero Calderón, noto come "Klim", che lavorava regolarmente per il giornale El Tiempo, dove operava come caricaturista, editorialista e giornalista. I fratelli Caballero Calderón erano figli del militare e politico liberale Lucas Caballero Barrera. Lucas, suo nonno, era zio degli scrittori Luis e Agustín Nieto Caballero, figli di una sorella di Lucas. In sostanza, i fratelli Nieto Caballero erano suoi cugini.
Inoltre, la giornalista Cecilia Caballero Blanco era sua cugina in quanto nipote di suo nonno Lucas. Cecilia sposò il politico e avvocato Alfonso López Michelsen, figlio dell'ex presidente Alfonso López Pumarejo, nipote del banchiere Pedro A. López e bisnipote dell'influente artigiano Ambrosio López Pinzón, uno dei primi militanti del Partito Liberale. López Michelsen divenne presidente della Colombia nel 1974.

#### I Holguín Dávila
Su madre, affettuosamente chiamata "Belle", era quindi nipote dei politici Álvaro, Hernando, Clemencia e Margarita Holguín y Caro. Il suo prozio era l'ex presidente Jorge Holguín Mallarino, sposato con Cecilia Arboleda Mosquera, figlia dell'ex presidente Julio Arboleda Pombo e nipote degli ex presidenti e fratelli Joaquín e Tomás Cipriano de Mosquera. La sua prozia Clemencia era sposata con l'ex presidente Roberto Urdaneta Arbeláez.
Per questa discendenza, Antonio era cugino dell'ex cancelliera María Ángela Holguín, dell'artista Jorge Holguín Uribe, dei fratelli Carlos e Andrés Holguín Holguín, e parente lontano della leader di sinistra Clara López Obregón, che è nipote seconda dell'ex presidente López Michelsen e bisnipote dell'ex presidente Jorge Holguín.

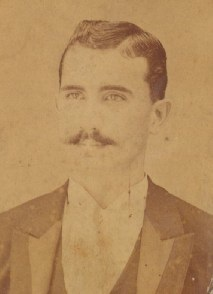
Il suo prozio José Domingo Dávila Pumarejo.

Per parte della nonna Margarita, Isabel Holguín era nipote del presidente Miguel Antonio Caro, figlio del poeta José Eusebio Caro, che a sua volta era figlio di Nicolasa Ibáñez, una delle amiche dell'ex presidente Simón Bolívar. Caro era cofondatore del Partito Conservatore Colombiano insieme al suo amico e socio, l'ex presidente Mariano Ospina Rodríguez. Un dettaglio curioso è che la sorella di Nicolasa Ibáñez, Bernardina, fu amante dell'ex presidente Francisco de Paula Santander ed era la nonna del politico Carlos Michelsen Uribe, nonno dell'ex presidente López Michelsen.
Per quanto riguarda i Dávila, "Belle" era figlia del militare Juan Manuel Dávila, fratello del dirigente e industriale José Domingo Dávila Pumarejo. I fratelli Dávila erano nipoti dell'ex senatore José Domingo Pumarejo, uno dei fondatori del conservatorismo insieme a Ospina e Caro, e a loro volta erano cugini del politico e giornalista Alberto Pumarejo Vengeoechea, e quindi parenti dell'ex presidente López Pumarejo, del banchiere Julio Mario Santodomingo e del politico Jaime Pumarejo Heins.

## Opere pubblicate

### Romanzi
- Sin Remedio, 1984
- Reflexionémos: 20 años de caricaturas, 1986
- Este País, 1998

### Letteratura infantile
- Isabel en invierno, 1989

### Sui tori
- Toro, toreros y público, 1992
- A la sombra de la muerte, 1994
- Los siete pilares de un torero, 2003
- Torero de sillón, 2010
- Quince años de mal agüero: 1981-1996, artículos de prensa, 1996
- No es por aguar la fiesta, 1999
- Patadas de ahorcado: Caballero se desahoga, conversazione con Juan Carlos Iragorri, 2003
- Mano a mano, 2004, conversazioni con Enrique Santos Calderón
- Comer o no comer y otras notas de cocina, 2014
- El oficio de opinar, 2016

### Sull'arte
- Paisaje con figuras: crónicas de arte y literatura, 1997
- Luis Caballero erótico, 2010

### Storici
- Y occidente conquistó el mundo: entre el gran pavor del año 1000 y el gran terror del año 2000, 2000
- Historia de Colombia y sus oligarquías (1498 - 2017) - Digital.[10]